# Hospice général
Das „Hospice général“ (ehemals „Hôpital général“) ist eine Genfer Einrichtung. Sie wurde 1535 gegründet und hat den Zweck, bedürftigen Menschen zu helfen. In ihrer heutigen Funktion als Sozialamt des Kantons Genf engagiert sich die Institution verantwortungsbewusst für die Würde der schwächsten Gesellschaftsmitglieder und unterstützt Hilfebeziehende mit aktiven Massnahmen, damit sie möglichst schnell und dauerhaft in eine unabhängige Existenz zurückkehren können.

## Geschichte und Entwicklung: vom Hôpital général zum Hospice général

### Zur Zeit des Ancien Regime (1536–1798)
Am 14. November 1535 werden durch einen feierlichen Beschluss des Generalrats (Versammlung der Genfer Bürger) die sieben karitativen Einrichtungen Genfs zu einer einzigen Institution, dem Hôpital général, zusammengeschlossen. Zweck des neuen Gebildes ist die materielle oder finanzielle Unterstützung „sowohl von unglückseligen Waisen- und Findelkindern, Witwen, alten Menschen, armen Mädchen, als auch von allen anderen Personen, Fremden wie Privatpersonen, egal welcher Nation, die im besagten Hôpital général Zuflucht suchen“. 1536, nach dem Wegzug der Klarissenschwestern nach Annecy, wird das ehemalige Kloster beim Bourg-de-Four beschlagnahmt und das Hôpital général darin eingerichtet.

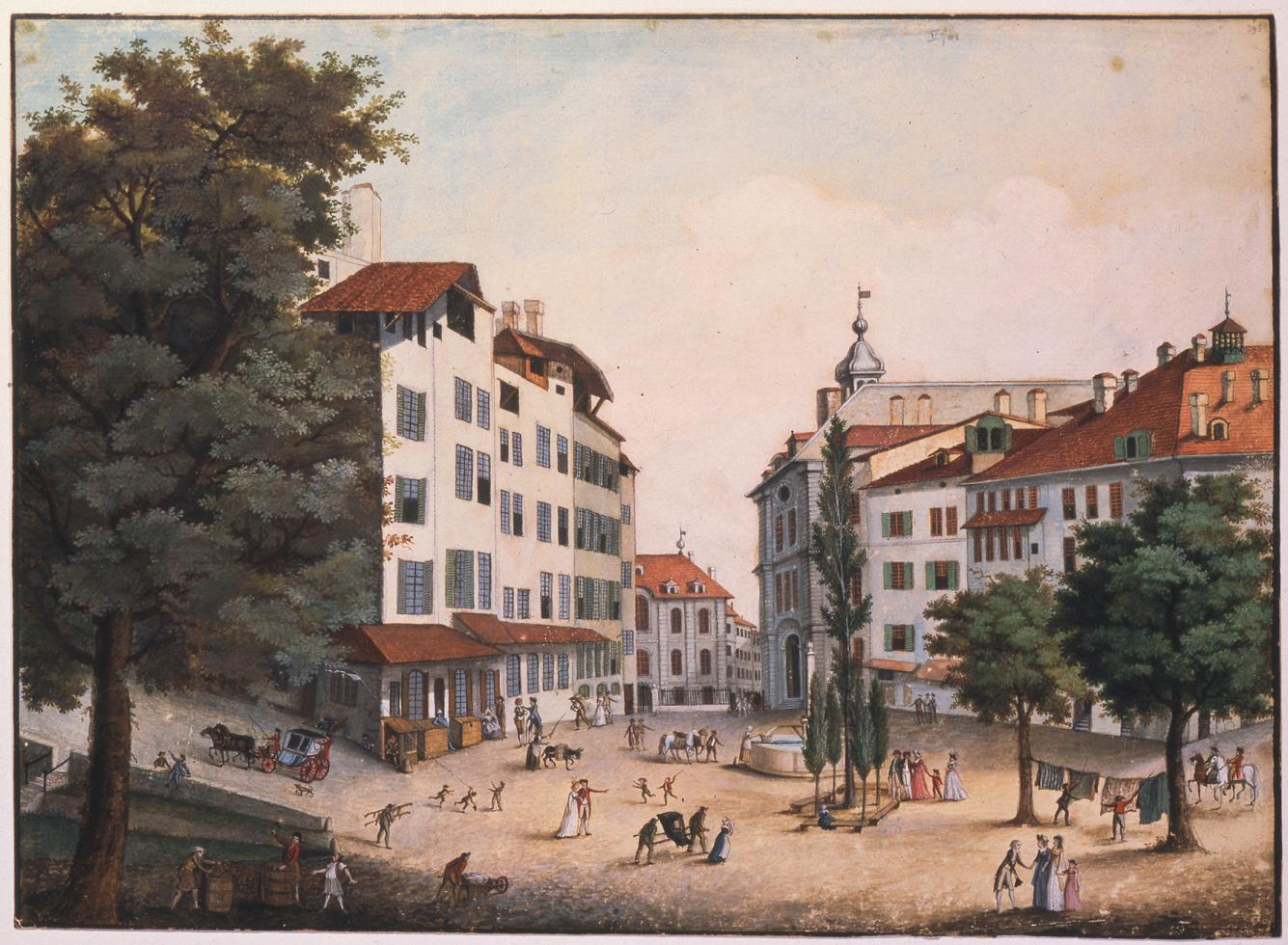
Das Hôpital général beim place Bourg-de-Four, Ende des 18. Jahrhunderts

Voraussetzung für die damalige öffentliche Fürsorge sind ein sittlich-frommes Leben und die Befolgung der religiösen Pflichten. Landstreicher sind aufgrund ihres unmoralischen Lebenswandels von ihr ausgeschlossen. Die zahllosen durch die Genfer Messen angelockten Bettler gelten als unerwünscht und man gewährt ihnen nur gerade die „Passade“ (Brot- und Weinspende für Durchreisende). Zeitgenössische Dokumente scheinen zu belegen, dass die Vielzahl der Hilfesuchenden das Hôpital général immer wieder an seine Grenzen stossen liess und dass sozusagen jeder Bürger irgendwann in seinem Leben beim Bourg-de-Four um etwas Essen oder Kleidung gebettelt hatte. Die Institution war auch Armenheim; die Bewohner waren einer strengen Zucht und Ordnung unterworfen.
Diese Art von erzieherischer Repression verbunden mit der Mildtätigkeit verstärkt sich mit der im Europa des 17. Jahrhunderts gängigen Internierung der Bettler. So wird 1631 die „Discipline“ geschaffen, eine Erziehungsanstalt für widerspenstige junge Mädchen, Prostituierte und Jungkriminelle. Die Zöglinge müssen hart arbeiten, damit das Hôpital général einen Teil der Unterhaltskosten abtragen kann. Später nimmt die „Discipline“ eine gewisse Anzahl von „Asozialen, Verrückten, Nichtstuern und schwererziehbaren Kindern“ auf. Die Zahl der Bettler, die weniger streng geahndet werden, verringert sich dementsprechend allmählich (Anfang 18. Jahrhundert). In Bezug auf die Armen zeigt die Fürsorgeeinrichtung im Lauf des 18. Jahrhunderts eine sehr fortschrittliche Gesinnung dadurch, dass sie ihnen hauptsächlich eine finanzielle Hilfe gewährt (40 % der Institutionsausgaben) und sie so „daheim“ unterstützt. Den Zustrom der Bettler in die Stadt reguliert das Hospice général selbst, indem es 2 % seines Jahreshaushalts für die Verpflichtung sogenannter „Chasse-gueux“ (eine Art Stadtwächter) aufbringt, die fremde Bedürftige aus der Stadt verjagen.
Nur selten wird dazumal die erhaltene Hilfe zurückgezahlt. Doch entrichten die Herkunftsgemeinden einen Betrag für ihre in Not geratenen Bürger. Widrigenfalls, so die Ermahnung, müssen sie ihre Bedürftigen selber aufnehmen! Die Ausübung politischer Rechte ist den Wohlfahrtsempfängern im Ancien Regime untersagt (rund 10 % der Wahlbevölkerung) und einmal im Jahr müssen sie in einem öffentlichen Umzug ihre Dankbarkeit für die erhaltene Hilfe bezeugen.
Letztlich behandelt die öffentliche Fürsorge jener Zeit die Hilfesuchenden nicht gleich. Ein reicher Bürger, der Hab und Gut verloren hat, erhält mehr, weil sein Verlust und folglich sein Leid, im Vergleich zu einem verarmten einfachen Mann, als grösser erachtet wird.

### Restauration (1815–1830) und Bundesstaat
Bis ins Jahr 1682 empfängt das Hôpital général vorwiegend Bürger und Angehörige der Bourgeoisie. Danach aber wird das Recht auf Armenpflege auf alle in Genf Geborenen, samt ihren Nachkommen, und auf die im Dienste der Republik verwundeten Soldaten ausgeweitet. Nach der Annexion Genfs durch Frankreich befürchten die Altbürger eine Zersplitterung der Besitztümer des Hôpital général; unter ihrem Druck wird eine gemeinnützige Gesellschaft zur Verwaltung des Institutionsvermögens gegründet. Leistungen werden daraufhin nur noch den Genfern gewährt – eine Diskriminierung, die bis in die Mitte des 20. Jahrhunderts andauern soll.
Die vom hitzigen Radikalen James Fazy initiierte Verfassung von 1847 postuliert zum ersten Mal: „die Wohlfahrt ist ein Aufgabenbereich der öffentlichen Verwaltung“. Die Hilfeempfänger erhalten ihre politischen Rechte zurück, wodurch die Zahl der Stimmbürger sprunghaft ansteigt. Die christlich-religiös geprägte Armenpflege weicht allmählich einem gesetzlich verankerten Wohlfahrtssystem. Die Wandlung vom Hôpital général zum Hospice général vollzieht sich durch das Verfassungsgesetz vom 27. September 1868. Fortan sind alle Genfer in der Sozialhilfe gleichgestellt.
Das 1901 erlassene Gesetz zur öffentlichen Krankenversorgung klärt die Situation in Bezug auf mittellose Pflegebedürftige und weist dem Hospice général die soziale Betreuung der „Einheimischen, Alten, Waisen und Behinderten“ zu. Diese Aufgabentrennung markiert zugleich das Ende der integrierenden Tätigkeit der Institution, die seit ihrem Bestehen medizinische und soziale Funktionen wahrnahm.
1981 tritt das kantonale Gesetz über die Sozialhilfe in Kraft, das die Grundsätze und Organisation dieser Sozialleistung – sie ist nun auch Nichtgenfern zugänglich – und die Kompetenzen des Hospice général definiert. Es wird in der Folge mehrmals revidiert werden, um die Dienstleistungen den sich wandelnden sozialen und wirtschaftlichen Verhältnissen anzupassen.
Seit 2005 muss die bezogene Sozialhilfe nicht mehr zurückerstattet werden.

### Einkünfte und Finanzierung
Die Einnahmequellen des Hôpital général sind von Anbeginn vielfältig: Da sind zuerst einmal die ehemaligen Besitzungen der mittelalterlichen Kleinspitäler und die Kirchenabgaben aus den umliegenden Landgemeinden, ausserdem zahlreiche Immobilien innerhalb und ausserhalb der Stadtmauern Genfs, um ihm eine relative Autonomie für die Durchführung seiner Aufgaben zu sichern. Tatsächlich entwickelt sich die Institution in Kürze zu einem Grossgrundbesitzer. Sie verfügt sogar über Landwirtschafts- und Weingüter (Plainpalais, La Cluse, Malagnou und Bossey, sous le Salève), von welchen sie die Nahrungsmittel für die Armenspeisung beim Bourg-de-Four bezieht, und mehrere Hektaren Waldland, die ihr Brennholz liefern.
Das Hôpital général erhält ferner die Gebühren, die auf den Erwerb des Wohn- und des Bürgerrechts erhoben wurden sowie die Erträge aus der Steuer für Volksvergnügen, allen voran das Strassentheater (Armensteuer). Schenkungen, Erblassenschaften und Opferstockgelder machen gut ein Drittel der Einnahmen aus. Ein weiteres Privileg, das der Institution wichtige Einnahmen sichert, ist das Monopol auf den Verleih von Trauerkleidung und anderen Bestattungsgegenständen. Erstaunlicher sind sicherlich die Einkünfte aus den mehrmals im Jahr stattfindenden Lotteriespielen, die im 18. Jahrhundert von einer eigens zu diesem Zweck gegründeten Gesellschaft organisiert werden. Bei diesen Tombolas, die sich grosser Beliebtheit erfreuten, wurden nicht weniger als 15‘000 Lose für insgesamt dreihunderttausend Genfer Pfund zum Kauf geboten.

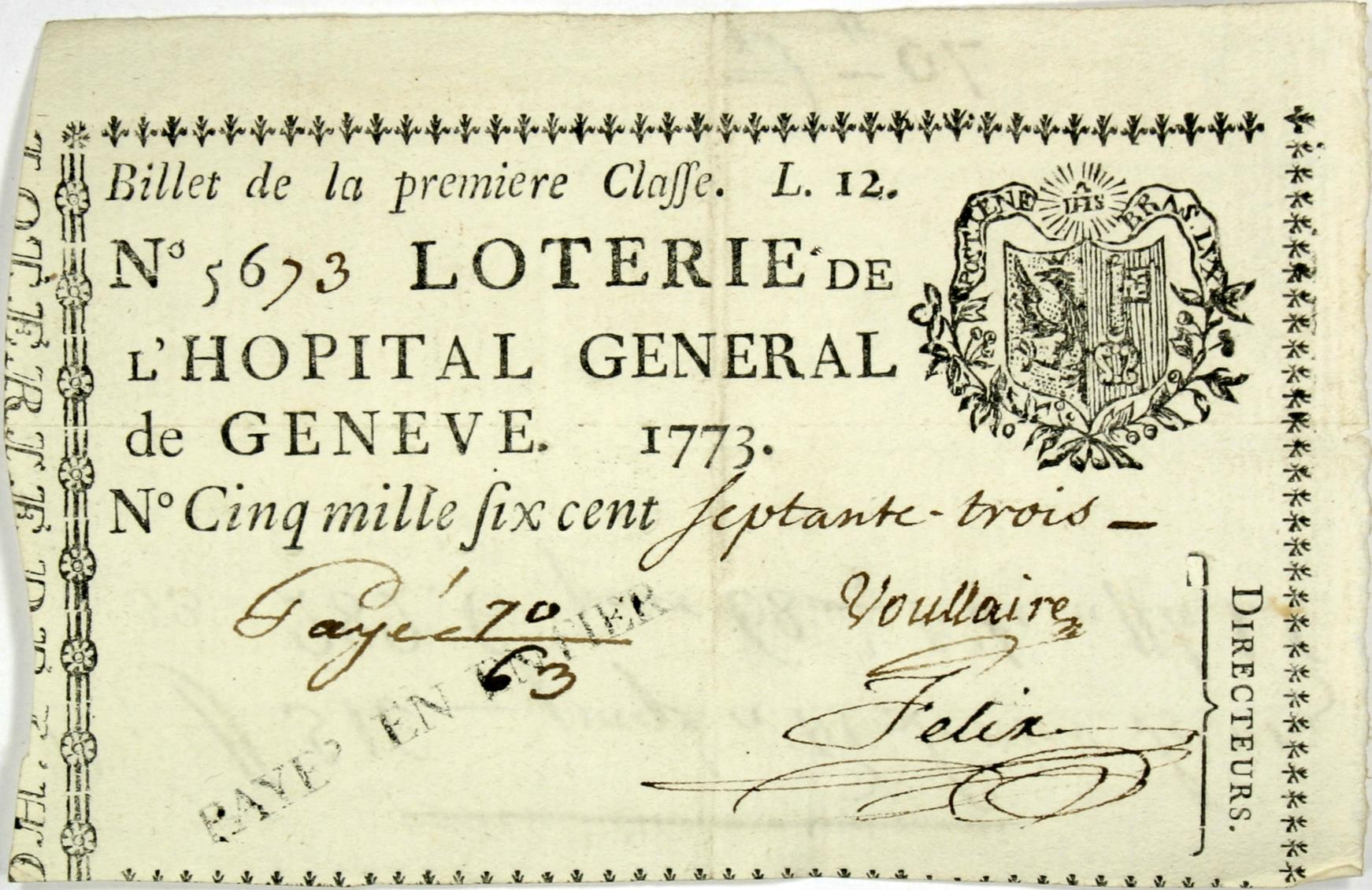
Lotterieschein aus dem 18. Jahrhundert

Geldanlagen jeglicher Art sind von der Reformzeit bis Ende des 19. Jahrhunderts ein viel genutztes Mittel. Geläufig waren etwa die Leibrenten für wohlhabende Witwen. Gemäss amtlichen Aufzeichnungen erwiesen sich diese jedoch meist als wenig rentabel. Die Regierung spricht dem Hôpital général schliesslich auch noch die Weiderechte über die weiten Glacis zu, die die Stadt umgeben. So verpachtet es die beiden Glacis Rive und Neuve einem Metzger als Weideland für dessen Schafe, später auch das Gebiet um die Festungsanlage von Saint-Gervais.

#### Die Eiskeller
Eineinhalb Jahrhunderte lang genoss die Institution einen weiteren ungewöhnlichen Vorzug: das Monopol auf den Verkauf von Eis. Die Eisgewinnung erfolgte mittels künstlich angelegter Brunnen, die die Form eines umgekehrten stumpfen Kegels hatten. Jeder dieser Keller fasste zwischen 200 und 300 Tonnen Eis. Die Brunnen wurden mit Stroh abgedeckt, das regelmässig gewechselt werden musste. Aufgefüllt wurden sie im Winter und das Eis konnte, so gelagert, den ganzen Sommer über konserviert werden – eine willkommene Erfrischung bei Hitzetagen. Nicht jeder konnte sich das kühle Gut aber leisten, denn die Unterhaltskosten für die Brunnen waren erheblich. Dennoch stellten die Eiskeller eine lohnende Einnahmequelle für das Hôpital général dar.

#### Entwicklung der Einnahmequellen
Sowohl die Einkünfte selbst des Hôpital général (und später des Hospice général) als auch der prozentuale Anteil der einzelnen Einnahmequellen schwankten im Lauf der Jahrhunderte stark. So die Immobilien: Stellten sie im Ancien Regime kaum 3 % der Einnahmen dar, so entwickelten sie sich ab der Verfassung von 1847 zu einer massgeblichen Einnahmequelle, deren Anteil um 1900 gar 52 % der Gesamteinkünfte erreichte, um dann wieder abzusinken. Heute liegt ihr Anteil bei 8 %.

## Die Missionen des Hospice général

### Neue Funktionen
1981 erteilt die Genfer Regierung dem Hospice général die alleinige Zuständigkeit für die öffentliche Sozialhilfe und weist ihm damit einen zentralen Platz im Sozialdispositiv zu. Diese Entscheidung führte in den letzten drei Jahrzehnten zu tiefschneidenden, spektakulären Veränderungen sowohl in Bezug auf die interne Organisation als auch auf die Grössenordnung.
Die Mitarbeiterzahl der Dienststelle „Action sociale“ wächst von 36 Angestellten im Jahr 1981 auf 553 Beschäftigte im Jahr 2011 an (die Gesamtzahl der Mitarbeitenden steigt auf 1040). Gleichzeitig erhöht sich das Budget von 12 Millionen auf 343 Millionen im Jahr 2011 und wird heute zum Grossteil mit einer kantonalen Subvention über 300 Millionen Franken gedeckt.
Die Auswirkungen sind auch im Bereich der Anforderungen fassbar: Der starke Anstieg der Hilfsgesuche, die Unterstützung ausgesteuerter Arbeitslosen, die Vereinfachung und Harmonisierung der Leistungssätze, die Restrukturierung der „Centres d’action sociale et de santé“, die Umsetzung des Heimpflegegesetzes, der Zusammenschluss der Kräfte der kantonalen Asylpolitik, die Revisionen der Sozialgesetzgebung, wie auch die legitime Forderung der politischen Behörden, die Subventionsverwendungen vermehrt zu prüfen – das alles erforderte zahlreiche Reformen; zusätzliche Umstellungen bedingte im letzten Jahrzehnt die Computerisierung der administrativen Abläufe.
Ein grundlegender Wandel vollzog sich auch in der Institutionsführung: Das Hospice général ist heute eine dynamisch geführte Einrichtung, in der Begriffe wie Leitplan, Management, Arbeitsprozesse, institutionelles Projekt und Leistungsmandat zum Alltag der Mitarbeiter gehört, wenn auch die Unterstützung der Hilfsbedürftigen oberstes Ziel bleibt.
Am 14. Oktober 2012 hiess das Genfer Stimmvolk eine neue Verfassung gut, welche namentlich die Rolle des Hospice général bestätigt.

### Aufgaben
Die Tätigkeiten des Hospice général sind dem kantonalen und eidgenössischen Gesamtgefüge der sozialen Sicherheit angegliedert. Ziel sind die soziale Kohäsion und die Rückkehr des Hilfeempfängers in eine unabhängige Existenz. Zu den Kernaufgaben der Institution gehören:
- die Sozialbetreuung und finanzielle Unterstützung von Personen und Familien mit unzureichenden Ressourcen;
- Empfang und Beherbergung von Asylsuchenden, einschliesslich der finanziellen Unterstützung, sowie soziale Intervention;
- Unterstützung und Beherbergung hilfsbedürftiger Jungerwachsener;
- Betrieb eines Freizeitzentrums und eines Ferienhauses für Senioren;
- soziale Prävention und Orientierung für alle Bevölkerungsgruppen.

### Struktur
Der Bereich Soziale Aktion bietet Menschen, die sich in einer schwierigen Lage befinden oder denen die notwendigen Mittel zur Befriedigung ihrer unentbehrlichen Bedürfnisse fehlen, sowie Personen, deren Bezugsrecht bei der Arbeitslosenversicherung erschöpft ist, sozialen und finanziellen Beistand. Eine weitere Dienstleistung ist „Point jeunes“, eine Anlauf- und Beratungsstelle für Jungerwachsene im Alter zwischen 18 und 25 Jahren.
Die Abteilung Migrantenhilfe gewährleistet im Auftrag des Bundes die finanzielle Unterstützung der dem Kanton Genf zugewiesenen Asylsuchenden und vorläufig aufgenommenen Personen. Des Weiteren bietet sie diesen Menschen Eingliederungsmassnahmen zur Förderung ihrer Autonomie. Migranten, deren Asylgesuch abgelehnt wurde oder die einen Nichteintretensentscheid erhalten haben, sowie Ausländern ohne Aufenthaltsbewilligung erteilt sie Nothilfeleistungen.

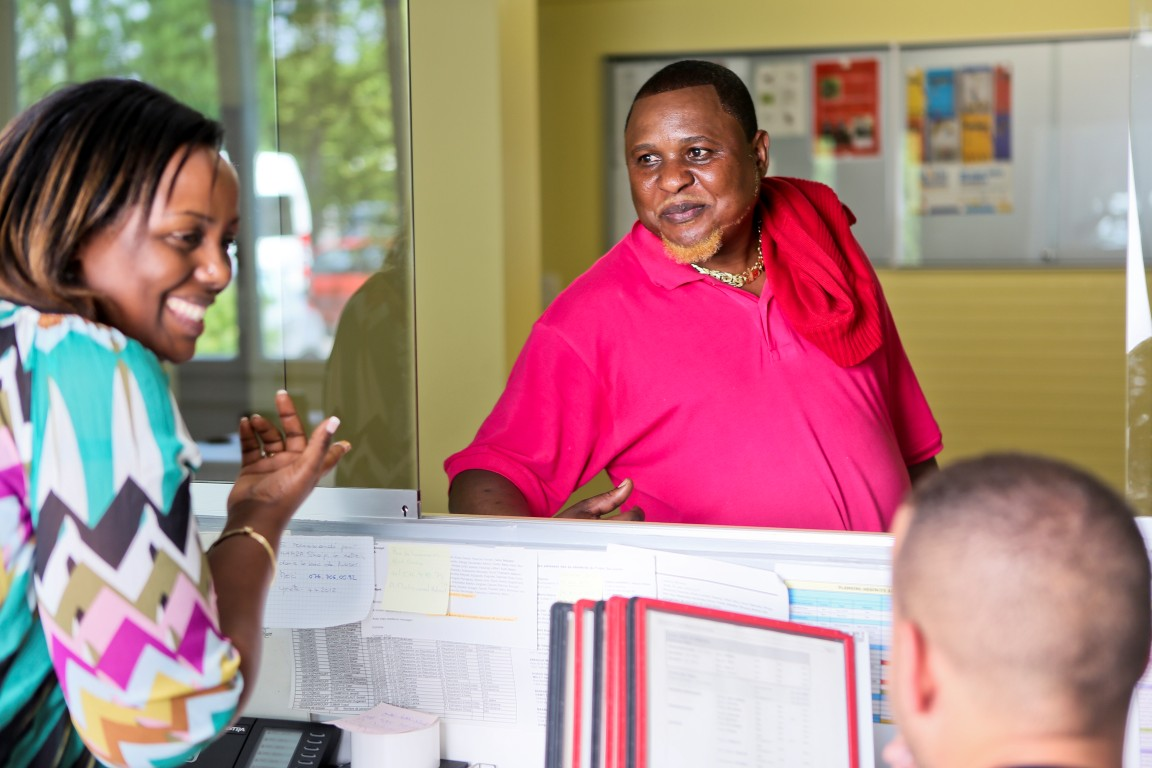
Rezeption in einem Asylheim des Hospice général

Zu den Seniorentätigkeiten gehören das Seniorenfreizeitzentrum (Centre d’animation pour retraités, CAD) und zwei Ferienhäuser (Chalet Florimont, Nouvelle-Roseraie).
Die Finanzabteilung erstellt das Budget, sie konzipiert Managementinstrumente (Cockpit für Rechnungswesen und Aktivitäten, Indikatoren usw.) und gewährleistet deren Umsetzung. Zudem kontrolliert sie kontinuierlich die institutionellen Tätigkeiten und wacht darüber, dass der Haushaltsplan eingehalten wird.
Human Resources hat die Aufgabe, die Mitarbeiterfähigkeiten und -motivation zu fördern. Es trägt zur Gestaltung und Optimierung der Organisation bei, definiert, im Einklang mit geltenden Vorschriften, institutionelle Praktiken der Mitarbeiterverwaltung und gewährleistet ihre Umsetzung.
Die Zentraldienste umfassen die IT-Dienste, den Rechtsdienst, die Abteilung Überprüfungen und die Abteilung Studien und Statistik. Es sind dies bereichsübergreifende, die gesamten Institutionsfunktionen unterstützende Dienste.
Der Generaldirektion angeschlossen sind schliesslich der Immobiliendient sowie die Kommunikation, deren Aufgabe das Erstellen und Verbreiten von internen und externen Informationen und Mitteilungen ist.

## Die Soziale Aktion

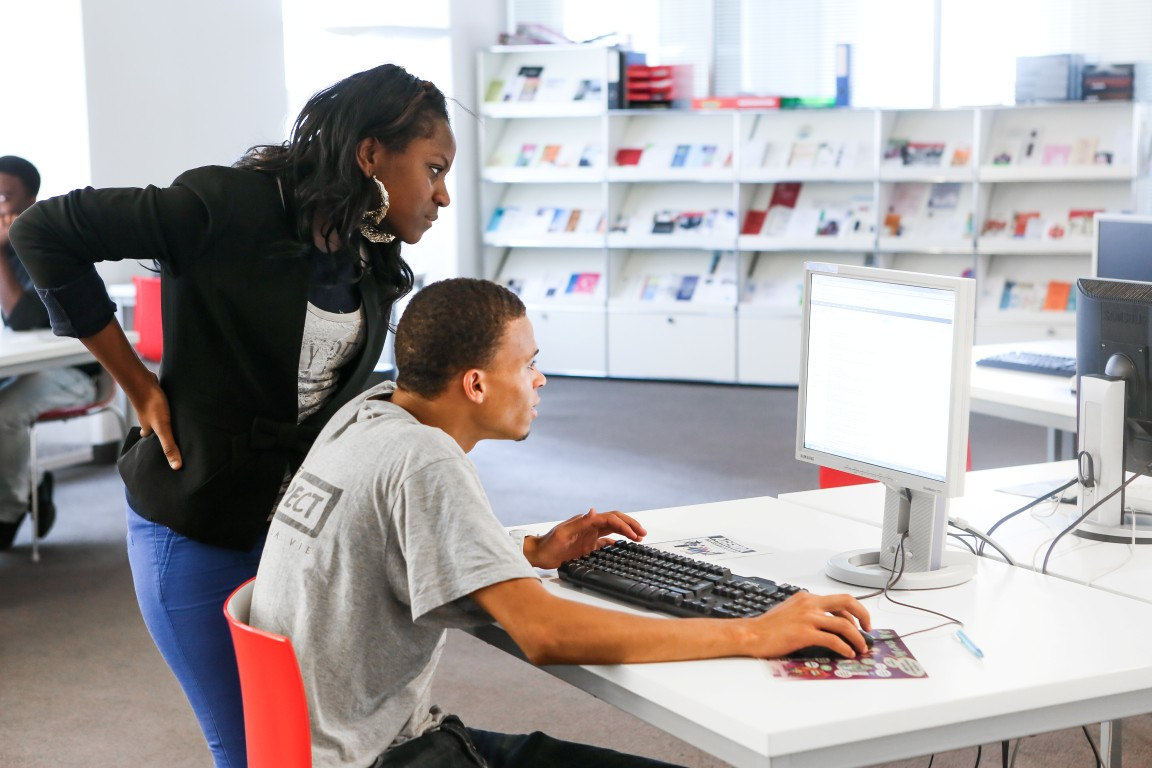
Die neuen Büros von Point jeunes

Das Hospice général hilft allen Bewohnern des Kantons Genf, deren Existenz – zeitweilig oder länger – bedroht ist. Es leistet Erwachsenen zwischen 18 und 65 Jahren sozialen und finanziellen Beistand, betreut aber auch ältere Menschen mit Zusatzleistungen in der Not. Es unterstützt die Hilfeempfänger, gleich welchen Alters, damit sie ihre Eigenständigkeit zurückerlangen können.
Die Autonomie der Bezüger wird durch verschiedene aktive Massnahmen gefördert, dazu gehören:
- der individuelle Sozialhilfevertrag (Contrat d’aide sociale individuelle, CASI), in dem ein Eingliederungsprojekt definiert wird;
- nichtentlöhnte Teilzeitstellen in gemeinnützigen Einrichtungen. Solche Arbeitsphasen erlauben es, mit der Arbeitswelt in Kontakt zu bleiben, und dienen als Referenznachweis im Lebenslauf.

Die von der Sozialen Aktion betreuten Menschen bedürfen vor allem der Unterstützung bei Arbeits- und Wohnproblemen, Schwierigkeiten im Umgang mit administrativen Belangen, bei Schuldenrückzahlungen oder gesundheitlichen Einschränkungen.
Zusätzlich zur persönlichen Hilfe bietet ihnen das Hospice général spezifische Begleitmassnahmen (z. B. die Workshops „Budgetverwaltung“ und „Rückzahlung der Arztkosten“) oder Dienstleistungen für bestimmte Bevölkerungsgruppen (z. B. „Point jeunes“ für die 18- bis 25-Jährigen).

### Der individuelle Sozialhilfevertrag: ein Instrument der Eigenverantwortung
Die Mitarbeitenden des Hospice général verfügen bei ihrer Betreuungsarbeit über verschiedene Instrumente. Eines davon, der „Contrat d’aide sociale individuel“ (CASI), symbolisiert die Philosophie der Institution. Jeder Geldhilfebezüger muss zusammen mit seinem Sozialberater einen solchen individuellen Sozialhilfevertrag ausfüllen, der die zu erreichenden persönlichen und beruflichen Ziele für eine nachhaltige Selbständigkeit festhält. Das Dokument ist von grundlegender Bedeutung, erlaubt es doch die Arbeitsleistung sichtbar zu machen und die Mitwirkung der betroffenen Person zu verstärken.

## Migrantenhilfe
Genf nimmt seit dem 16. Jahrhundert Opfer von Verfolgungen, Bürgerkriegen und anderen politischen und sozialen Wirren auf. Es handelt sich hierbei um eine fluktuierende, unbekannte Bevölkerung, deren Geschichte und Gesicht laufend ändern, geprägt durch die jeweiligen tragischen Ereignisse dieser Welt.
Die Dienststelle „Aide aux migrants“ erfüllt stellvertretend für den Kanton Genf den Bundesauftrag, 5,6 % der in der Schweiz asylsuchenden Flüchtlinge aufzunehmen. Ihre Arbeit achtet die Persönlichkeit und wahrt die Würde eines jeden dieser Menschen. In dieser buntgemischten Welt, in der unterschiedliche Sprachen, Kulturen und Farben aufeinandertreffen, nimmt sich die Migrantenhilfe der Herausforderung an, diese vielschichtige Bevölkerungsgruppe in die hiesigen Gepflogenheiten, die Sprache und die lokale Gesellschaftsorganisation einzuführen.
Die Sozialberater betreuen die Migranten und fördern ihre soziale und finanzielle Autonomie. Die Flüchtlinge erhalten die Möglichkeit einer Ausbildung, wodurch eine nutzbringende Grundlage sowohl für die Rückkehr ins Herkunftsland als auch für eine Tätigkeit in der Schweiz geschaffen wird. Asylsuchende, deren Gesuch abgelehnt wurde, erhalten bis zu ihrer Rückkehr Nothilfeleistungen.

## Seniorentätigkeiten

### Das Freizeitzentrum für Senioren
Über Jahrhunderte hinweg hat das Hospice général familienlose ältere Menschen begleitet, um ihnen einen würdevollen Lebensabend zu ermöglichen. Das heutige Sozialsystem sichert den Pensionierten dank Rente und Zusatzleistungen eine relative finanzielle Unabhängigkeit. Das Engagement des Hospice général konzentriert sich deshalb im Wesentlichen auf die gesellschaftliche Einbindung. Das Seniorenzentrum (Centre d’animation pour retraités, CAD) wirkt auf Gemeindeebene, indem es vor allem über die Seniorenvereine eine Animationsfunktion ausübt. Es berät die Vereine, hilft ihnen z. B. das Freizeitangebot zu diversifizieren usw.

### Das Ferienhaus

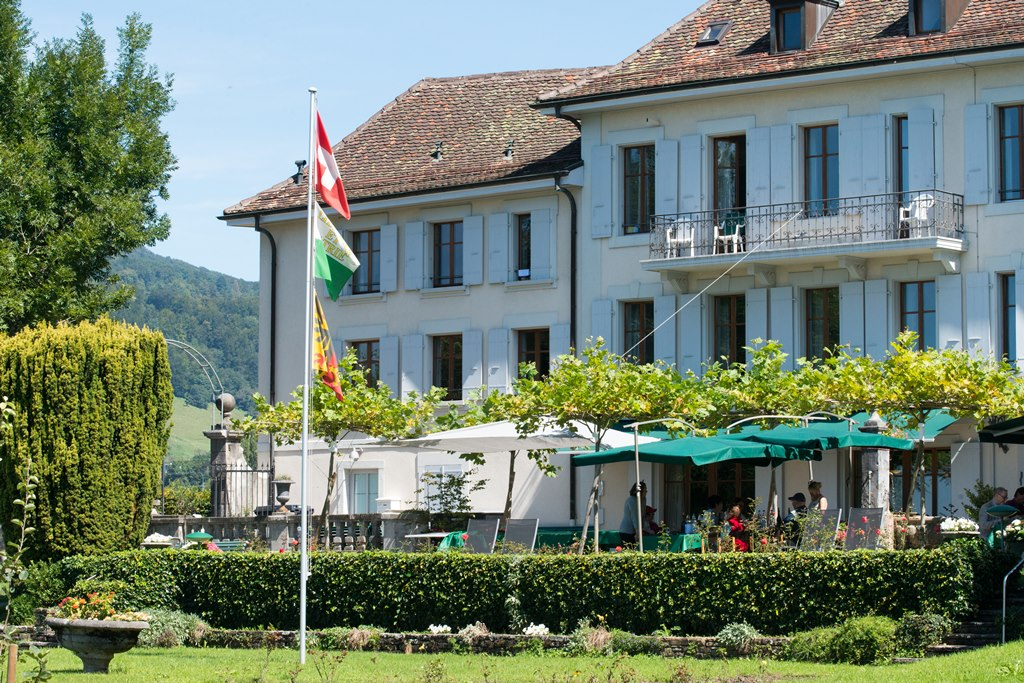
La Nouvelle Roseraie

Nebst dem CAD betreibt das Hospice général ein Ferienhaus für Senioren (La Nouvelle Roseraie). An herrlicher Lage gelegen lädt dieses zu Bewegung und Erholung in freier Natur ein.

## Leitungsorgane des Hospice général
Das Hospice général ist eine eigenständige Einrichtung unter der Oberaufsicht des Kantons Genf und besitzt Rechtspersönlichkeit.

### Verwaltungsrat
Das Gesetz über das Hospice général vom 17. März 2006 definiert die Statuten, Aufgaben und Organisation der Institution. Sie steht unter der unmittelbaren Verantwortung eines Verwaltungsrates, der die politischen Kräfte repräsentiert. Verwaltungsratsmitglieder sind: Anne Héritier Lachat (Präsidentin), François Ambrosio (MCG), Fabienne Bugnon (Ve), Hélène Gache (PDC), Michael Andersen (UDC), Blaise Geiger (PLR), Thomas Vachetta (EAG), Lydia Schneider Hausser (S) (vom Grossen Rat designierte Vertreter), Fabienne Fischer, Béatrice Grange und Selim Arcan (vom Staatsrat designierte Vertreter), Alain Corthay (Vertreter der Genfer Gemeinden), Luc Schildermans (Mitarbeitervertreterin) und Nadine Mudry (Vertreterin des Departements für Sozialen Zusammenhalt; mit Konsultativstimme).

### Die Geschäftsleitung
Christophe Girod, Generaldirektor; Renée Zellweger Monin, Generalsekretärin, Yasmine Praz Dessimoz, Direktorin Soziale Aktion; Ariane Daniel Merkelbach, Direktorin Migrantenhilfe; Anaïs Stauffer Spuhler, Direktorin Human Resources; Othmar Kobler, Direktor Finanzen; Roland Vezza, Leiter IT; Laurence Friederich, Direktorin Immobiliendienste; Anne Nouspikel, Leiterin Kommunikation.